# Glest
Glest is een vrij real-time strategy computerspel. Het is beschikbaar voor meerdere platformen en wordt uitgebracht onder de GPL. Het spel speelt zich af in een middeleeuwse fantasy-wereld waarin de speler kan spelen als Magic of als Tech, de twee partijen in het spel.
Het merendeel van het ontwikkelteam komt uit Spanje.

## Techniek
Glest is geschreven in C++; het kan gecompileerd worden met GCC en Microsoft Visual Studio. Veel aspecten van het spel, zoals eenheden en gebouwen maar ook gehele factions of technologiebomen, zijn gedefinieerd in XML-bestanden waardoor deze gemakkelijk aangepast kunnen worden.
Het spel gebruikt een eigen bestandsformaat voor 3D-objecten, genaamd G3D. Het is mogelijk modellen uit 3D Studio Max en Blender om te zetten naar dit formaat. Het renderen gebeurt met OpenGL en het afspelen van geluid met DirectSound of OpenAL.
Een leveleditor is beschikbaar om nieuwe maps mee te maken.